# Вардашат
Вардашат (арм. Վարդաշատ) — село в Араратской области Армении.

## География
Село расположено в юго-восточной части марза, в долине реки Арацогет, на расстоянии 56 километров к юго-востоку от города Арташат, административного центра области. Абсолютная высота — 1800 метров над уровнем моря.
Климат
Климат характеризуется как умеренно холодный, влажный (Dfb в классификации климатов Кёппена). Среднегодовая температура воздуха составляет 7,4 °C. Средняя температура самого холодного месяца (января) составляет −5,1 °С, самого жаркого месяца (июля) — 19,2 °С. Расчётная многолетняя норма атмосферных осадков — 393 мм. Наибольшее количество осадков выпадает в мае (69 мм).

## Население
| Год переписи | Население          | Население          | Население          | Население            | Население            | Население            |
| Год переписи | Наличное население | Наличное население | Наличное население | Постоянное население | Постоянное население | Постоянное население |
| Год переписи | Всего              | Мужчины            | Женщины            | Всего                | Мужчины              | Женщины              |
| ------------ | ------------------ | ------------------ | ------------------ | -------------------- | -------------------- | -------------------- |
| 2001         | 230                | 107                | 123                | 230                  | 107                  | 123                  |
| 2011         | 169                | 87                 | 82                 | 178                  | 93                   | 85                   |

| Год  | Численность | Численность |
| ---- | ----------- | ----------- |
| 1831 | 73          | [ 10 ]      |
| 1873 | 304         | [ 11 ]      |
| 1897 | 554         | [ 11 ]      |
| 1926 | 288         | [ 11 ]      |
| 1959 | 200         | [ 10 ]      |
| 1970 | 195         | [ 10 ]      |
| 1979 | 173         | [ 10 ]      |
| 2001 | 230         | [ 10 ]      |
| 2011 | 178         | [ 12 ]      |